# Солоницкий сельский совет (Козельщинский район)
Солоницкий сельский совет (укр. Солоницька сільська рада) — входит в состав
Козельщинского района
Полтавской области
Украины.
Административный центр сельского совета находится в 
с. Солоница.

## Населённые пункты совета
- с. Солоница
- с. Верхняя Жужмановка
- с. Нижняя Жужмановка
- с. Павлики
- с. Шевченки